# Benimodo
Benimodo település Spanyolországban, Valencia tartományban. Benimodo Alberic, Alzira, L’Alcúdia, Carlet, Guadassuar, Tous és Massalavés községekkel határos. Lakosainak száma 2316 fő (2024).

## Népesség
A település lakosságának változását az alábbi diagram mutatja:
| Lakosok száma | 1816 | 2019 | 2141 | 2268 | 2301 | 2254 | 2230 | 2268 | 2233 | 2316 |
|               | 2001 | 2004 | 2007 | 2009 | 2012 | 2014 | 2017 | 2019 | 2022 | 2024 |